# Lecitin
Lecitin er et andet ord for det fosfolipid, der er hovedbestandelen af cellemembraner og andre biologiske membraner, og som findes overalt i levende organismer.

## Anvendelse
Lecitin fremstilles fra bl.a. sojabønner og æggeblommer. Det er f.eks. et biprodukt fra fremstilling af sojaolie. Sojaolielecitin benyttes som emulgator og tilsættes til levnedsmidler som margarine, chokolade, bagværk og diverse mælkeprodukter.
Sojalecitin er som de fleste andre sojaprodukter fremstillet ved udtræk med ekstraktionsmiddel (hexan) som opløsningsmiddel. Ved andre sojaprodukter kan man fjerne størstedelen af benzinen ved opvarmning. Men for lecitin som ikke tåler opvarmning, er det ikke muligt at fjerne opløsningsmidlet.
En stor del af fosfolipiderne i lecitin er fosfatitylkolin som indeholder den kemiske gruppe cholin. Cholin findes også i neurotransmitteren acetylcholin, og fosfatidylcholin har været anvendt i neurologisk forskning.
Lecitin sælges som helseprodukt, og det menes at have en række gavnlige, sundhedsmæssige egenskaber. F.eks. skulle det kunne:
- forbedre hukommelsen
- fremme optagelsen af vitaminer (A og B1)
- modvirke åreforkalkning
- have en gunstig virkning på leveren

## E-nummer
Som tilsætningsstof i fødemidler har lecitin e-nummeret E-322.